# Tohpati
Tohpati is een bestuurslaag in het regentschap Klungkung van de provincie Bali, Indonesië. Tohpati telt 1007 inwoners (volkstelling 2010).